# 生素食主義

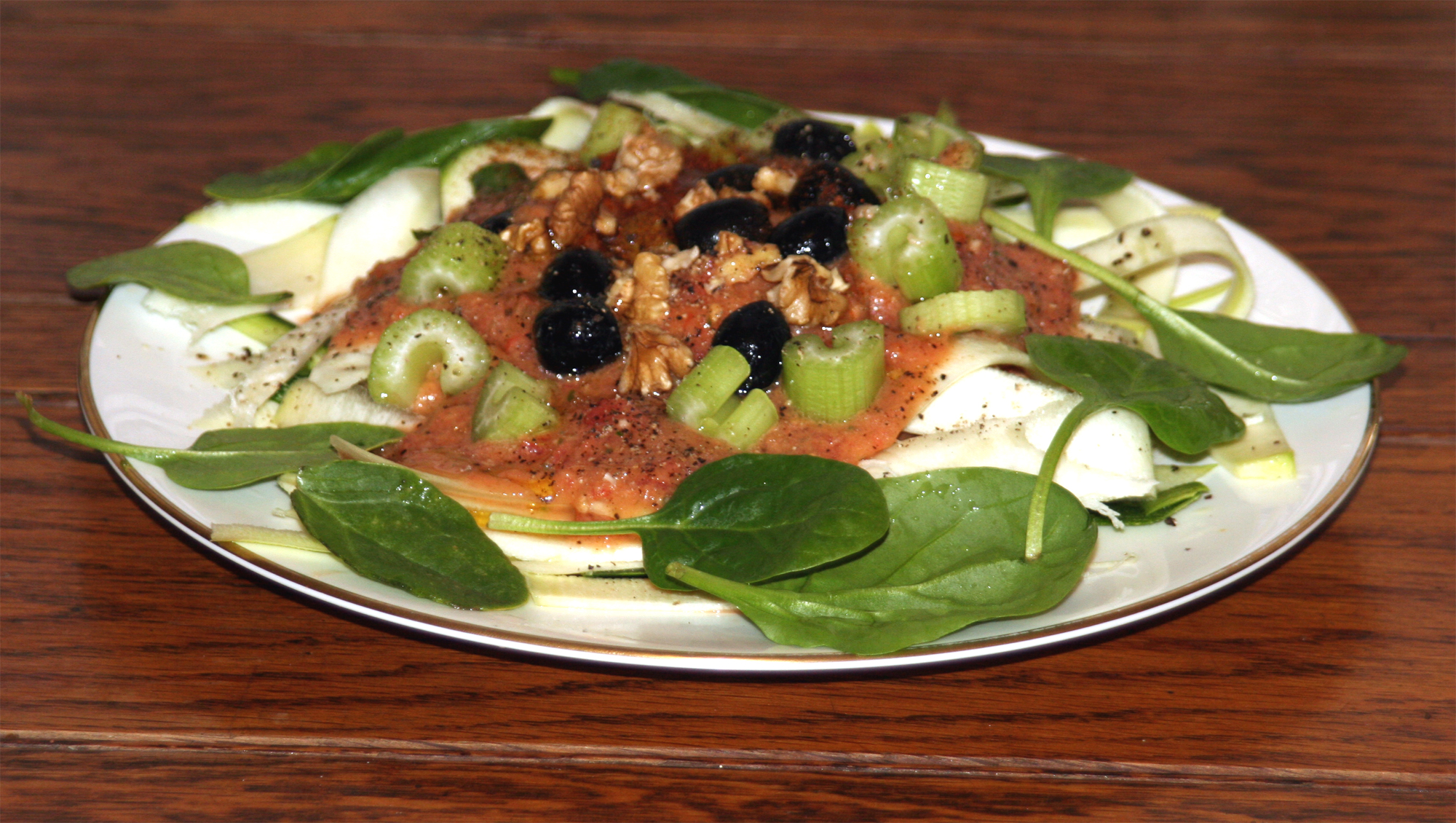
一盘纯素的番茄酱西葫芦面条，上面是生的橄榄、芹菜、菠菜和核桃仁

生素食主義（英語：raw veganism）又稱生機素食，香港部份有簡稱它為「食生」。
“生機”的概念認為：來自未經煮熟烹死的植物是有生命的食物（英語：living food），本身有生命力的天然營養和酵素。
顧名思義為結合了素食主義及生食主義的飲食概念，因此不包含了取自動物肉類，以及不包含以攝氏47度以上（118華氏度以上）煮過的食物。
一般的生素食舉例來說像是生的蔬菜、水果、果仁/堅果、豆芽、發芽種子、穀物、純植物油（如初搾純橄欖油、初搾純椰子油）、海藻、藥草（甚至可食用的花）、可食用蔬菜根莖（蕃薯、蘿蔔、山藥之類）等等。
主張盡量吃當地出產，吃當季出產食物，吃有機耕作農產品，吃常溫室溫食物（冷藏急凍食品保存後須先放至室溫才吃）。
大部份植物已能提供大部份人體所須維生素、蛋白質、脂肪、礦物質、澱粉質/碳水化合物等。未經煮熟植物更含有熟食所欠的有益的酵素。（酵素於攝氏47度以上被破壞）
但是亦有較嚴的概念如果食主義（英語：fruitarianism）、果汁主義（英語：juicearianism），出芽種子果實主義（英語：sproutarianism）等。
並無規定要執行100%生機素食，也有部份人士是循序漸進增加比例。也有像是只要飲食包含75%生蔬食即可的概念存在。

## 形式、工具
網上和書本上有很多相關食譜：
- 一種或一種以上水果餐（香蕉、榴槤...）
- 一種或一種以上蔬菜餐（綠色生菜葉；車厘茄、秋葵...）
- 生機素食蔬水沙律
- 蔬果卷
- 蔬果汁
- 蔬果露/凍湯（用高速攪拌機連蔬果一起打成含豐富纖維的奶昔狀的露;不用莖）
- 蔬果果仁豆芽海藻露/凍湯（用高速攪拌機連蔬果一起打成含豐富纖維的奶昔狀的露;不用莖）
- 蔬果條
- 水果果仁醬，如三果醬：芒果、無花果、腰果
- 果仁奶、果仁醬、果仁糊
- 生可可/生朱古力/生巧克力
- 水果醋

### 工具方面
通常國際間進行生機素食人士，極少用爐灶，為了餐食形式口感多樣化，部份會選用較高級的厨具，例如：
- 搾汁機
- 高速攪拌機
- 果仁研磨機
- 附較低溫度預設控制以及時間預設控制的低溫食物烘乾機
- 陶瓷刀
- 大鋼菜刀(開椰青用)

另因為會吃有機蔬果和發芽種子、芽菜、菜苗
- 種子發芽工具
- 耕種工具（自己種有機蔬果）

為了飲用去除化學污染的生機水, 
- 水過濾器、過濾水機

## 動機
除了因為對生命的看法而不吃肉、乳製品、蛋以及蜂蜜等，生素食者有時也會因下列的因素而吃生素食：

### 健康因素
生素食者相信烹煮食物會破壞食物中一些比較微小複雜的養分，他們同時也相信，在烹煮的過程當中熱與脂肪、蛋白質，以及碳水化合物的反應會產生一些有害的化學物質。
部份也為了一改不健康生活減肥纖體。
民間開始出現食療預防癌症和食療對抗癌症的書。

### 環境因素
有些生素食者會關心環境保護問題，像是森林破壞以及永續發展之類的議題，所以他們認為
- 使用木材以及化石燃料來生火烹煮食物會破壞環境，不高溫烹煮可減少「溫室氣體排放」（碳排放）。
- 吃當地出產可減少長途運輸而減少「溫室氣體排放」（碳排放）。
- 吃有機耕作農產品可減少農藥化學污染。

### 愛護動物
生機素食者主義很接近嚴格素食者主義（英語：Veganism）尊重生命愛護動物，所以
- 不殺動物盡量不食肉類，
- 盡量不吃蛋類，
- 盡量不飲動物奶

### 精神靈性需求及人生看法
對於大部分堅定的生素食者來說，他們認為吃生素食的最大優點是它能夠給他們帶來精神上的滿足；Ruthann Russo就曾經說過：「生素食同時兼顧了食物、生活、地球保護、人際關係，它一次滿足了我們對生理上、精神上，以及心智上的追求。」
不少宗教包括道教、佛教和天主教也建議或多或少或間中吃素和斷食。

## 其它因素配合
配合健康須要，進行生機素食人士，同時注重以下事項 
- 多吸收陽光，
- 多做運動，
- 飲用水果醋或以果醋調味，
- 益生菌如水克非尔（英語：water Kafir），
- 種子包括豆類，先浸水發芽，可啟動生機增加營養，
- 種子果包括/堅果，如杏仁，先浸水過水去除一些不利吸收的天然毒素，
- 常常靜心
- 間中循序漸進地進行「果汁斷食（英語：fasting）」或「水斷食」（宜專人指導），
- 間中灌洗大腸，可去除數十年吃肉積累在腸內壁宿便改善吸收能力，
- 如有須要，間中杜虫...  等等。

### 限制/氣候/身體化學平衡
在炎熱地區溫暖地區和夏天較易進行生機素食。
初學者常因多年肉食熟食習慣和心癮，心情不好時或於天氣寒冷低溫時，很易轉回熟食求慰藉。
其實即使在美洲與北歐氣候，如能智慧地、均衡地進行，也有不少人士可在冬天進行生機素食。
因為消化酶消化酵素的化學特性（包括酸鹼度），部份食物組合甚至先後次序，易有消化不良反應，如蛋白質和澱粉質不宜一起吃，蛋白質和和脂肪不宜一起吃、柿子紅薯不宜同吃，菠菜豆腐不宜同吃，多吃豆類易放屁...等等

#### 解決方法

##### 氣溫低時的生機素食
- 多晒太陽、
- 多做運動、
- 注意衣物保暖、
- 合適地浸浴、
- 可多吃令身體溫暖的香料和食物，如薑、咖喱、根莖類蔬菜。
- 吸收足夠的脂肪如初搾純橄欖油、初搾椰子油。
- 吃攝氏47度以下低溫慢烘的果乾、蔬菜葉乾片。

##### 對待心癮或心情低落時的生機素食
多晒太陽、多做運動、吃點用純生可可（英語：raw cacao）粒或粉加水果果仁做的甜點，因可可豆含改善情緒成份。吃點天然甜味食物。

##### 食物組合
- 一餐只吃一種兩種相容食物、少食多餐，可避免難消化組合：高蛋白質與高脂肪一起吃難消化，高蛋白質與澱粉質一起吃難消化。
- 如同時是佛教信徒連「五辛」也不吃（蔥類、大蒜小蒜、韭、蕎）以免影響慾念情緒。[15][16]
- 部份會選擇不吃菇菌及／或穀物。

### 避免污染
進行生機素食人士，為避免化學污染農藥污染，主張吃新鮮植物，尤其是有機的植物性食物。水也會嚴格過濾。並徹底清洗蔬果。
近年發現水種大米受砷污染，多吃其他不用烹煮的種子類如：不含大米之十穀米、有機亞麻子、 有機奇亞籽/歐鼠尾草籽/奇異籽等。

### 營養
生素食者必須確保他們在的維生素B12上有足夠的攝取，因為維生素B12是由細菌製造，且並非每種植物都含有，而維生素B12缺乏症可能會使人罹患貧血以及神經退化性疾病（像是老年癡呆症，帕金森氏病等疾病）；Vegan Society and Vegan Outreach等等相同性質的團體亦推薦這些素食者攝取富含維生素B12的食物或是補充維生素B12的營養補充錠。
營養酵母除了含有維生素B群外，亦包含了維生素B12，只要約兩湯匙的營養酵母即可滿足一位生素食者對維生素B12一天的需求。此外大多數的黑豆漿也增添至少約一個生素食主義者一天所攝取量的一半的維生素B12以提高其營養價值。

## 外部連結
- Living and Raw Food （页面存档备份，存于）
- Tim VanOrden's Raw Veganism project （页面存档备份，存于）
- Raw Veganism Info for Travelers （页面存档备份，存于）
- Raw Food Vegan Diet May Produce Light but Healthy Bones （页面存档备份，存于）
- Uncooking101
- Rawthenticfood